# Mvezo
Mvezo (eller KuMvezo) är en liten ort vid Mbashefloden i Östra Kapprovinsen i Sydafrika. Folkmängden uppgick till 810 invånare vid folkräkningen 2011. Den ligger inte långt ifrån Mthatha, som under apartheideran var huvudstad i bantustanet Transkei. Förre sydafrikanske presidenten Nelson Mandela föddes här, men växte upp i den närbelägna byn Qunu.